# Semeljci
Semeljci (maďarsky Szemelce) jsou obec (općina) v Osijecko-baranjské župě ve východním Chorvatsku. V roce 2011 zde žilo celkem 1285 obyvatel.
Obec se nachází 13 km východně od města Đakovo, v rovinaté krajině východní Slavonie, na regionálním silničním tahu z Đakova do obce Ernestinovo.
Pod obec (općinu) spadají i následující vesnice: Kešinci, Koritna, Vrbica (Semeljci), Mrzović, Forkuševci a Vučevci.